# Теодовин
Те́одовин (лат. Teodowinus; умер не позднее 814) — епископ Теруана (упоминается в 798 году).

## Биография
Теодовин возглавлял кафедру Теруана в период истории епархии, очень слабо освещённый в исторических источниках. Предыдущим епископом, о котором известно что-либо, кроме имени, был Этерий, живший в середине VIII века, а три следующих главы Теруанской епархии (Родвальд, Атальф и Вигберт) известны только по упоминаниям их имён в средневековых списках епископов.
Теодовин был преемником епископа Вигберта, однако дата его рукоположения в сан неизвестна. Единственный современный Теодовину документ, в котором названо его имя — дарственная хартия, данная в 798 году королём франков Карлом Великим аббату Сен-Рикье Ангильберту. Согласно этому документу, подписанному несколькими высокопоставленными светскими и церковными лицами, аббатству передавались в дар два королевских поместья, а также крупная сумма, предназначенная для строительства новой монастырской базилики. Вскоре на эти средства в Сен-Рикье была возведена церковь, первая во Франкском государстве содержащая вестверк.
Дата смерти епископа Теодовина неизвестна. Первое сообщение о его преемнике в Теруанской епархии, Гримбальде, относится к 814 году.